# Anthony Hallam
Anthony Hallam, alias Tony Hallam, (23 décembre 1933 - 23 octobre 2017) est un géologue, paléontologue et écrivain britannique. Ses recherches se concentrent sur la période jurassique, avec une référence particulière à la stratigraphie, aux changements du niveau de la mer et à la paléontologie. Il s'intéresse également aux extinctions massives, en particulier l'événement de la fin du Trias.

## Biographie
Né à Leicester et ayant fréquenté les écoles locales, Hallam remporte un prix au St John's College de Cambridge, obtenant un double diplôme de première classe en géologie en 1955. Il reste à l'Université de Cambridge en tant que chercheur sous la direction de William Joscelyn Arkell, largement considéré comme l'expert de la période jurassique à cette époque. Sa thèse porte sur l'étude des rythmes alternés calcaires – schistes du Jurassique inférieur du sud de l'Angleterre. Il publie également des travaux sur l'évolution de Gryphaea, une espèce d'huître éteinte. Il obtient un doctorat en 1959.
Après une période en tant que maître de conférences à l'Université d'Édimbourg (1958-1967), Hallam part à l'Université d'Oxford en tant que maître de conférences en géologie. Il est également membre du New College d'Oxford. C'est à cette époque qu'il poursuit ses recherches sur l'évolution controversée de Gryphaea, publiant plusieurs articles avec Stephen Jay Gould.
Hallam est nommé professeur Lapworth de géologie à l'Université de Birmingham en 1977. Cette chaire prestigieuse est nommée en l'honneur de Charles Lapworth, le premier professeur de géologie de cette université. Après sa retraite en 1999, Hallam reste à l'Université de Birmingham en tant que professeur émérite.
Il supervise directement plus de 35 étudiants diplômés en recherche, dont Bruce Sellwood (1967-1970) et Geoff Townson (1968-1971).
Il a écrit plus de 200 articles de recherche et est l'auteur ou l'éditeur de plus de douze livres, dont Jurassic Environments, Great Geological Controversies and Catastrophes and Lesser Calamities: The Causes of Mass Extinctions.
Il reçoit la médaille Lyell de la Société géologique de Londres en 1990. En 2007, il reçoit la médaille Lapworth, décernée par la Palaeontological Association, la plus haute distinction de cette société.